# Џудит Џарвис Томсон
Џудит Џарвис Томсон (Њујорк, 4. октобар 1929 — Кембриџ, 20. новембар 2020) била је амерички филозоф која је радила на етици и метафизици. За члана Америчког филозофског друштва изабрана је 2019.

## Детињство, младост и образовање
Томсон је рођена у Њујорку, 4. октобра 1929. Њена мајка Хелен (Востреј) Џарвис била је професор енглеског језика, а отац Теодор Џарвис књиговођа. Њена мајка умрла је када је имала шест година. 
Томсон је завршила средњу школу Хантер Колеџ у јануару 1946. 
Дипломирала је на колеџу Барнард 1950. године, други студиј на колеџу Невнхам у Кембриџу 1952. године, магистрирала на Кембриџу 1956. године, а докторирала на Универзитету Колумбија 1959. године. Све њене дипломе су биле из филозофије. 
1960. започела је предавање у Барнарду. 1962. године удала се за Џејмса Томсона, који је био гостујући професор на Универзитету Колумбија. Џудит и Џејмс су академску годину 1962–1963 провели на Оксфорду, након чега су се преселили у Бостон. Џудит је годину дана предавала на Бостонском универзитету, а 1964. године именована је на факултет на Институту за технологију Масачусетс (МИТ), где је била професор филозофије Лоренс С. Рокфелер. Џејмс је такође постављена за професора филозофије на МИТ-у. Томсонови су се развели 1980; остали су колеге до Џејмсове смрти 1984.

## Каријера
Томсон је била гостујући професор на Универзитету у Питсбургу (1976), на Правном факултету УЦ Беркли (1983) и на Правном факултету Јејл (1982, 1984, 1985). Имала је стипендије из Фулбрајтове фондације (1950–1951), Америчког удружења универзитетских жена (1962–1963), Националне задужбине за хуманистичке науке (1978–1979, 1986–1987), Гугенхајм фондације (1986–1987), и Центра за напредне студије у Ослу, Норвешка (1996). 1989. године изабрана је за Америчку академију уметности и науке, а 1992–1993. Била је председница Америчког филозофског удружења (АПА), Источно одељење. 1999. држала је Танерова предавања о људским вредностима на Универзитету Принстон; њено предавање је било под називом „Доброта и савети“. Већину своје каријере предавала је на МИТ-у, остајући тамо као професор емерита.
Америчко филозофско удружење јој је 2012. доделило награду Квин.
2015. године јој је почасни докторат доделио Универзитет у Кембриџу, а 2016. Универзитет Харвард.  2016. године изабрана је за дописног члана Британске академије. Умрла је 20. новембра 2020. 

## Филозофски погледи
Њена главна подручја истраживања била су морална филозофија и метафизика. У моралној филозофији је дала значајан допринос мета-етици, нормативној етици и примењеној етици.
„Одбрана абортуса“ (1971) представља један мисаони експеримент по коме је Томсон посебно позната. Лист тражи од читаоца да замисли свој циркулаторни систем, који је без пристанка, повезан са системом чувене виолинисткиње чији живот мора одржавати девет месеци. Филозоф Бен Бургис тврди да овај рад преусмерава филозофску пажњу са права фетуса на права труднице.
Као одговор на „Одбрану абортуса“, Филипа Фут је тврдила да се негативно непружање услуге, као у случају виолинисте, разликује од активног убијања или мешања, као код абортуса. Џон Финис је одговорио на „Одбрану побачаја“ у „Врлине и мане прекида трудноће: Одговор Џудит Томсон“.